# Drag Harlan
Drag Harlan è un film muto del 1920 diretto da J. Gordon Edwards. La sceneggiatura si basa sul romanzo omonimo di Charles Alden Seltzer, pubblicato a puntate su Argosy All Story Weekly a partire dal 1º novembre 1919 e quindi, in volume, dalla A. C, McClurg & Company di New York nel 1921.

## Trama
Drag Harlan, alla ricerca degli assassini del suo socio, arriva sul luogo di un'aggressione a Lane Morgan. L'uomo, vittima della sparatoria, prima di morire, affida a Drag Harlan la mappa di una miniera d'oro e gli chiede di prendersi cura di sua figlia Barbara. Il cowboy cavalca fino alla cittadina di Lamo dove trova Barbara minacciata da alcuni banditi capitanati da Luke Deveny. John Haydon, il caposquadra del ranch dei Morgan, è in combutta con i banditi: Drag salva la ragazza e la riporta al ranch dove ha uno scontro a fuoco con i banditi. Deveny e Haydon vengono uccisi. Dopo che Drag è diventato caposquadra del ranch e ha sposato Barbara, il cowboy riesce a individuare anche il luogo nel quale si trova la miniera d'oro segnata nella mappa che gli era stata consegnata da Morgan morente.

## Produzione
Il film fu prodotto dalla Fox Film Corporation.

## Distribuzione
Il copyright del film, richiesto da William Fox, fu registrato il 24 ottobre 1920 con il numero LP15737. Lo stesso giorno, uscì nelle sale cinematografiche degli Stati Uniti distribuito dalla Fox Film Corporation dopo una prima tenuta probabilmente il 4 ottobre a Oneonta, nello stato di New York. Il film venne nuovamente distribuito nel febbraio 1925.

### Conservazione
Copie complete della pellicola si trovano conservate negli archivi della Cinémathèque Royale de Belgique di Bruxelles, della Library of Congress di Washington, del Museum Of Modern Art di New York, dell'UCLA Film And Television Archive di Los Angeles e del George Eastman House di Rochester.